# Wyspa Jeleny
Wyspa Jeleny (ros. остров Елены) – wyspa o powierzchni 1,44 km² w Zatoce Piotra Wielkiego na Morzu Japońskim. 6,5 km na południe od Władywostoku, należy do Archipelagu Cesarzowej Eugenii.